# Награды Эстонии

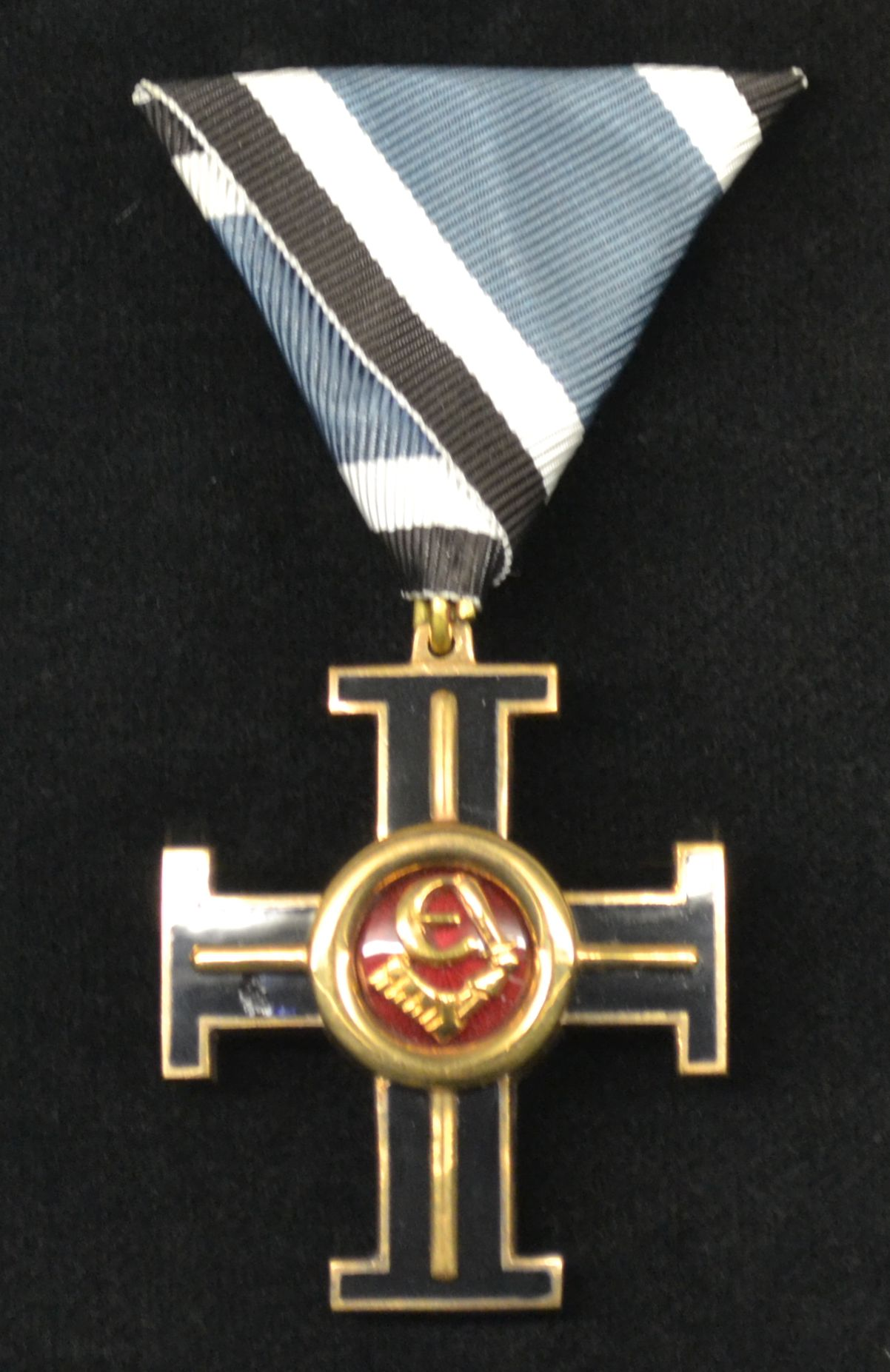
Крест Свободы

Награды Эстонии разделяются на государственные, ведомственные, конфессиональные и муниципальные. Первой учреждённой наградой стал Крест Свободы, созданный в 1919 году. Современные знаки отличия Эстонской Республики установлены Законом о знаках отличия, вступившим в силу 1 марта 1997 года. Знаками отличия, по ходатайству комитета по наградам, награждает Президент Эстонии.

## Государственные награды
- Крест Свободы (эст. Vabadusrist)
- Орден Государственного герба (эст. Riigivapi teenetemärk)
- Орден Креста земли Марии (эст. Maarjamaa Risti teenetemärk)
- Орден Белой звезды (эст. Valgetähe teenetemärk)
- Орден Орлиного креста (эст. Kotkaristi teenetemärk)
- Орден Эстонского Красного Креста (эст. Eesti Punase Risti teenetemärk)
- Медаль «В память Освободительной войны» (эст. Eesti Vabadussõja mälestusmärk)

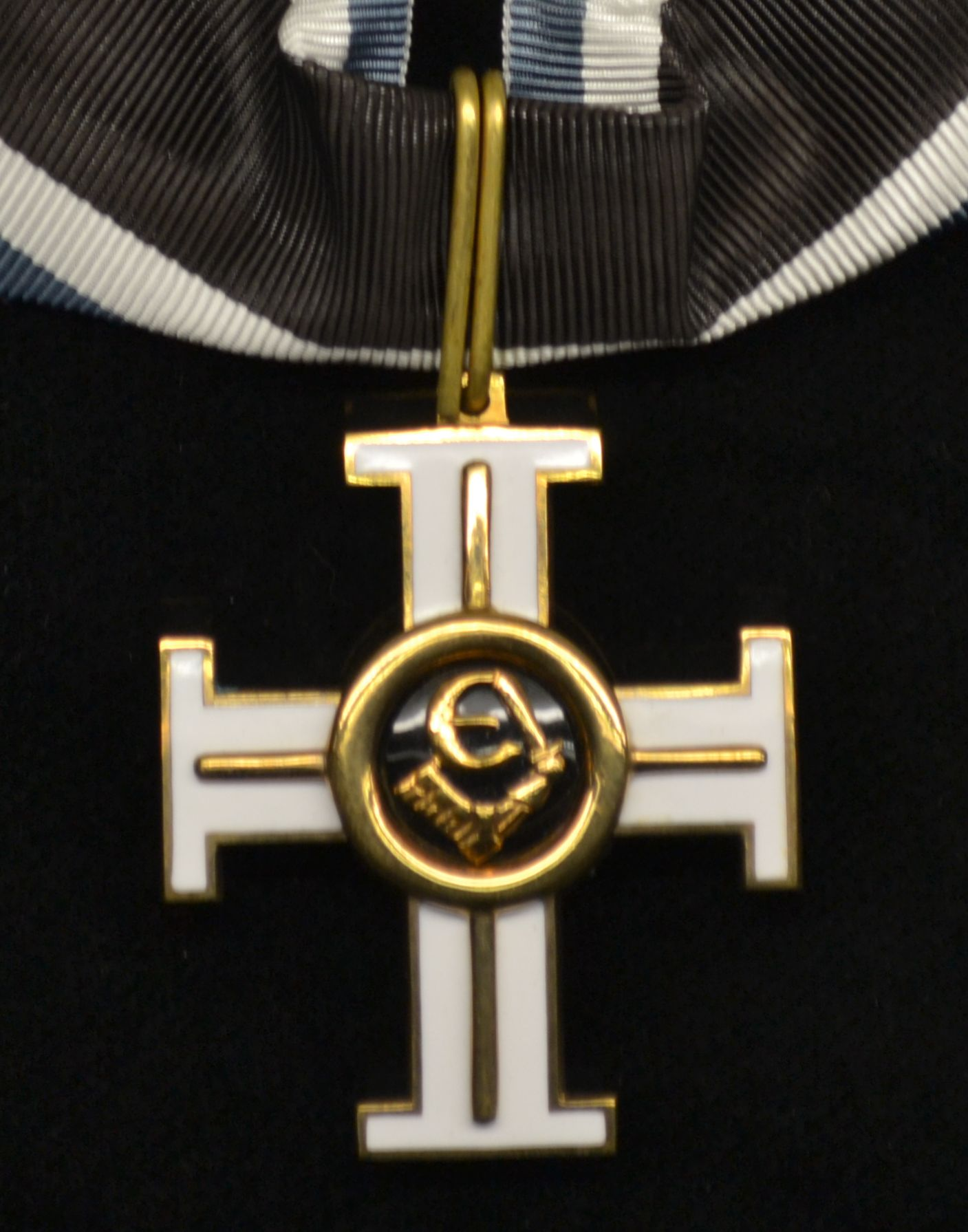
Крест Свободы
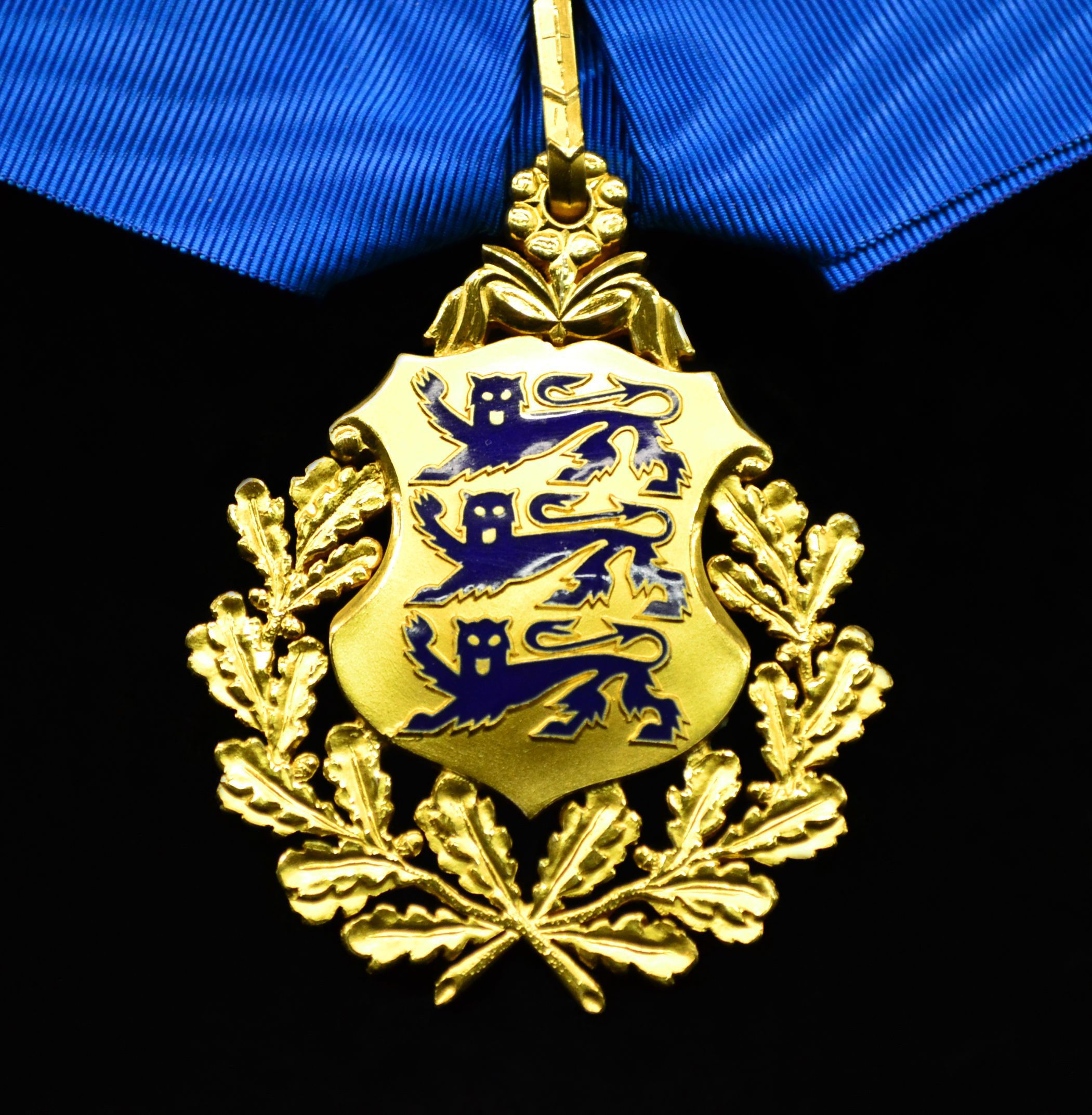
Орден Государственного герба
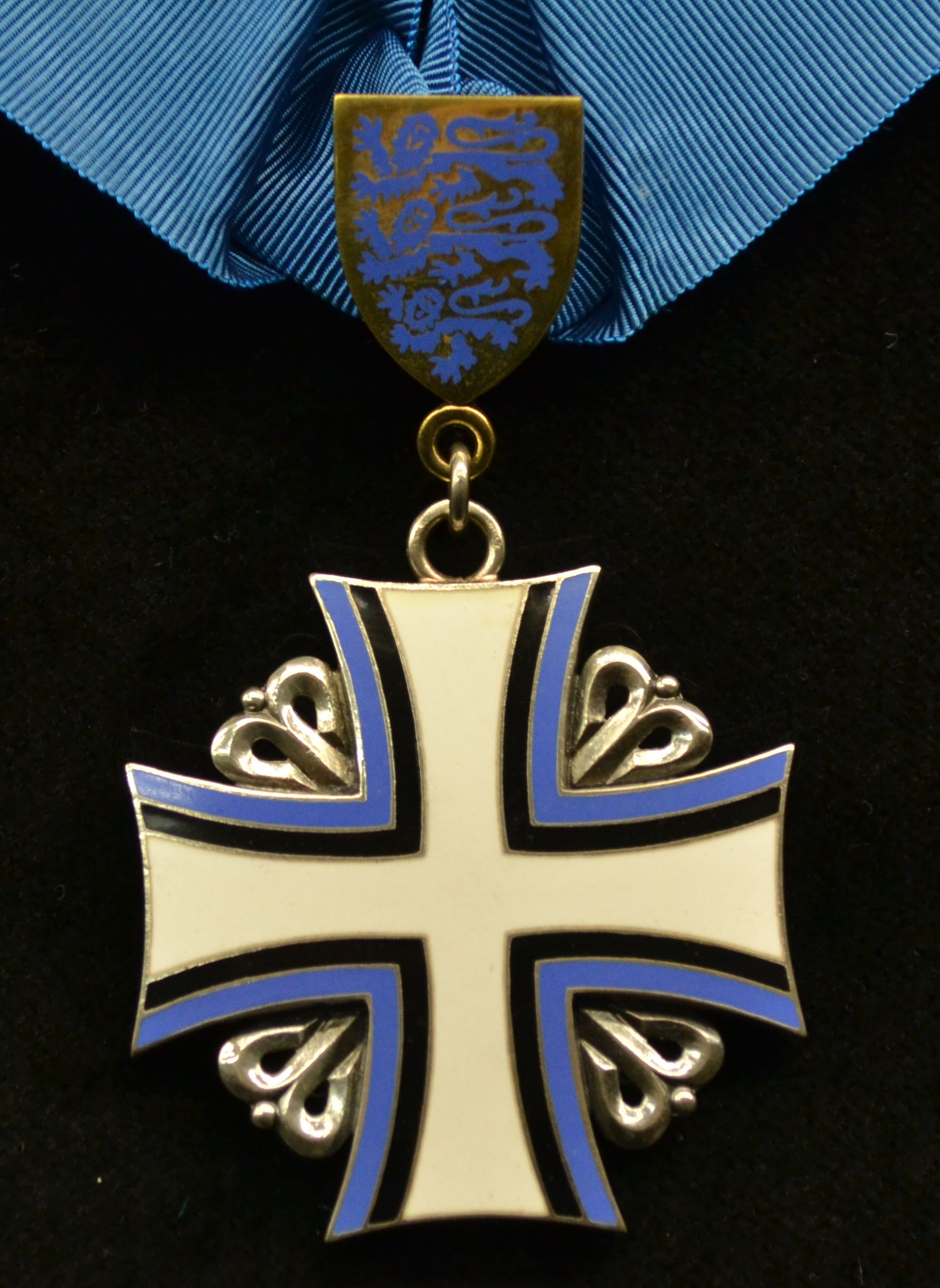
Орден Креста земли Марии
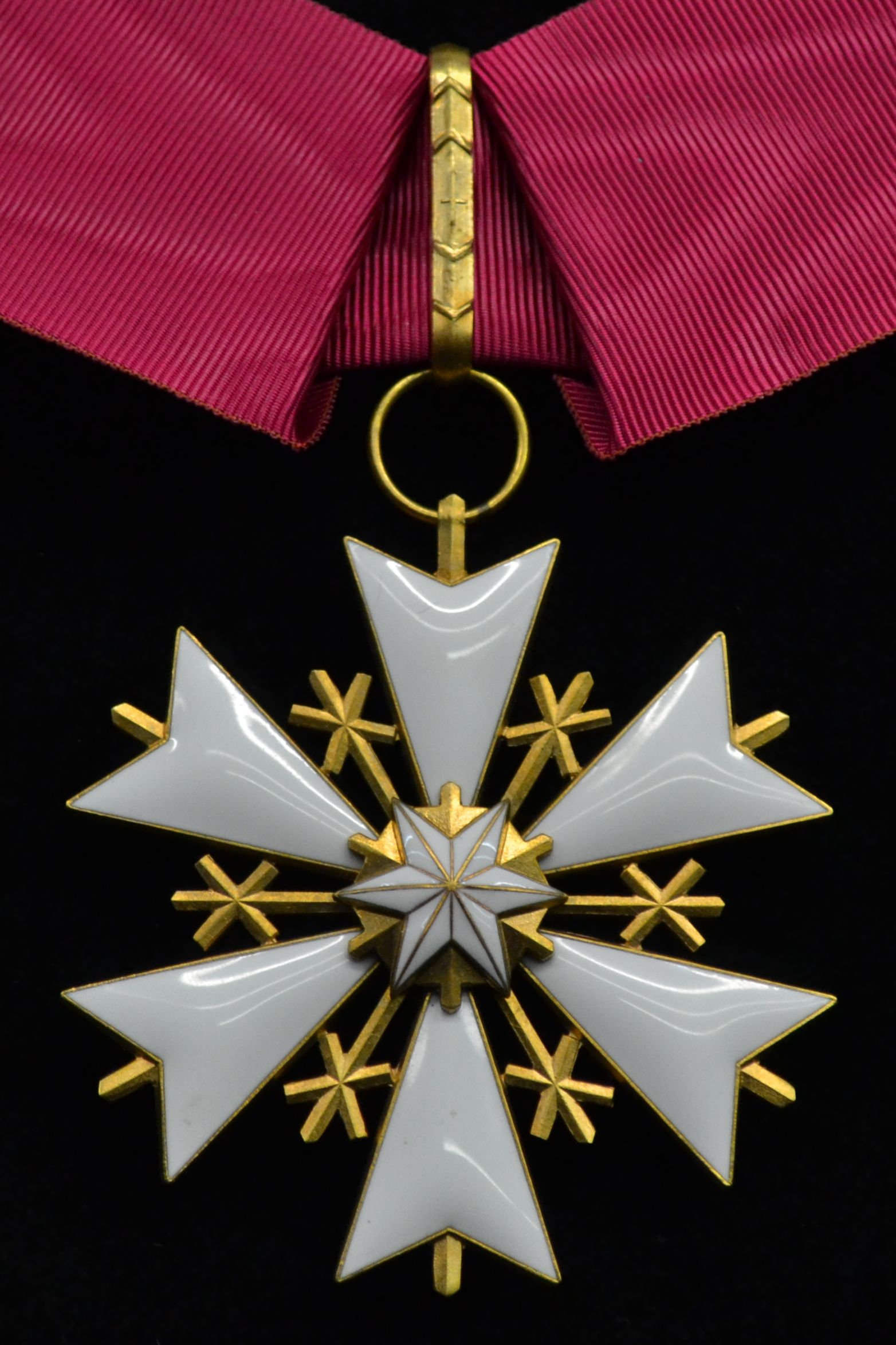
Орден Белой звезды
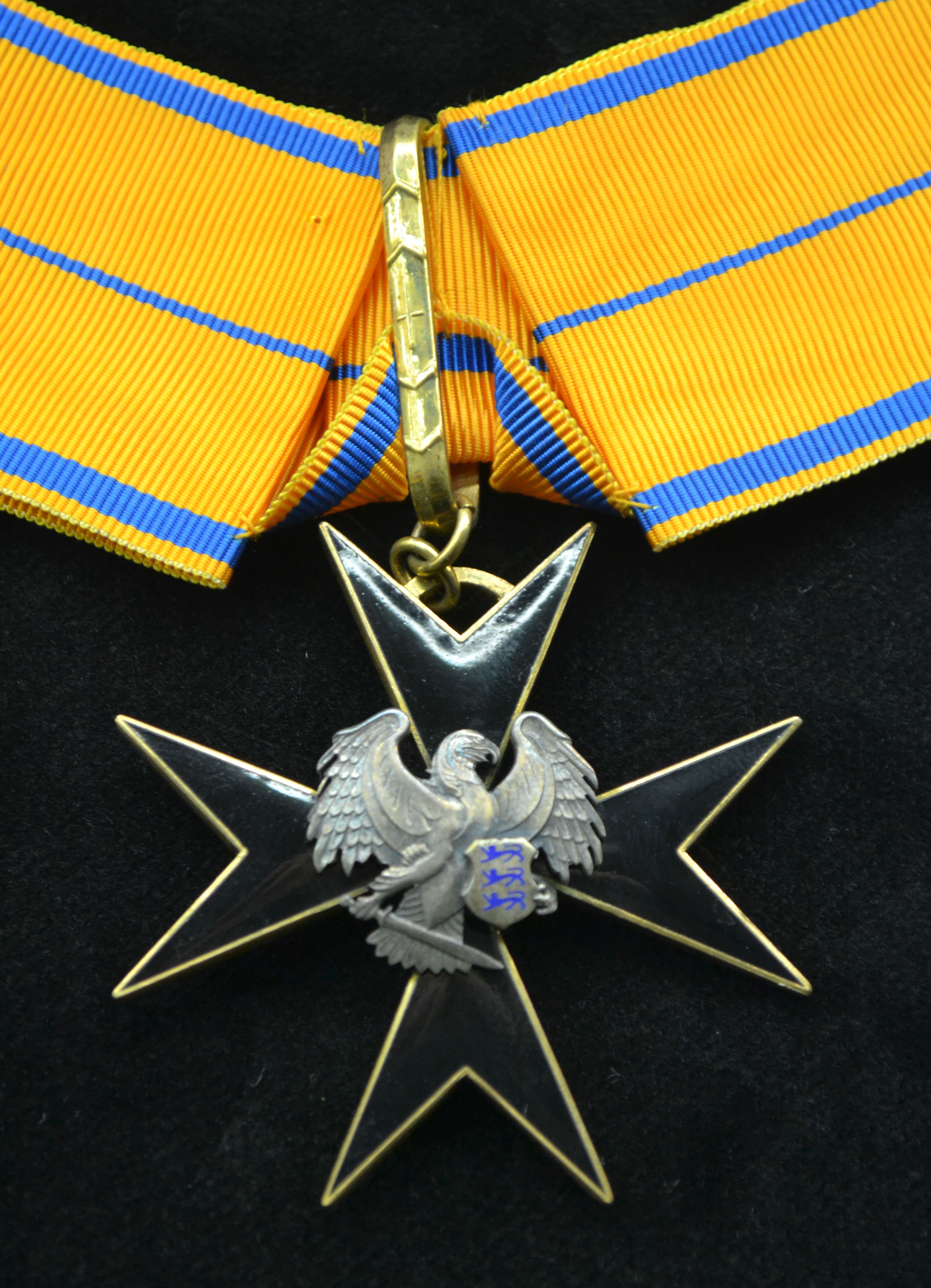
Орден Орлиного креста
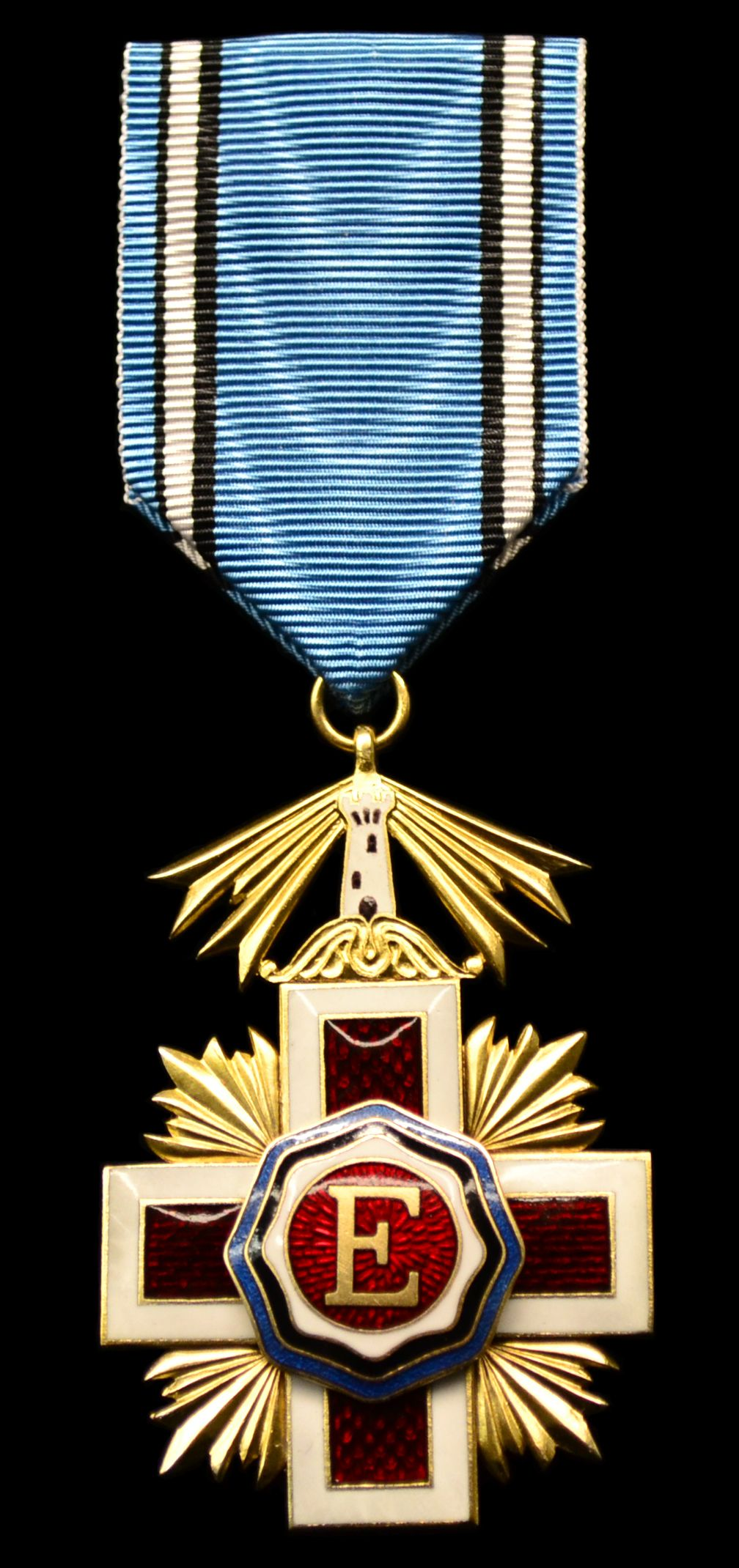
Орден Эстонского Красного Креста
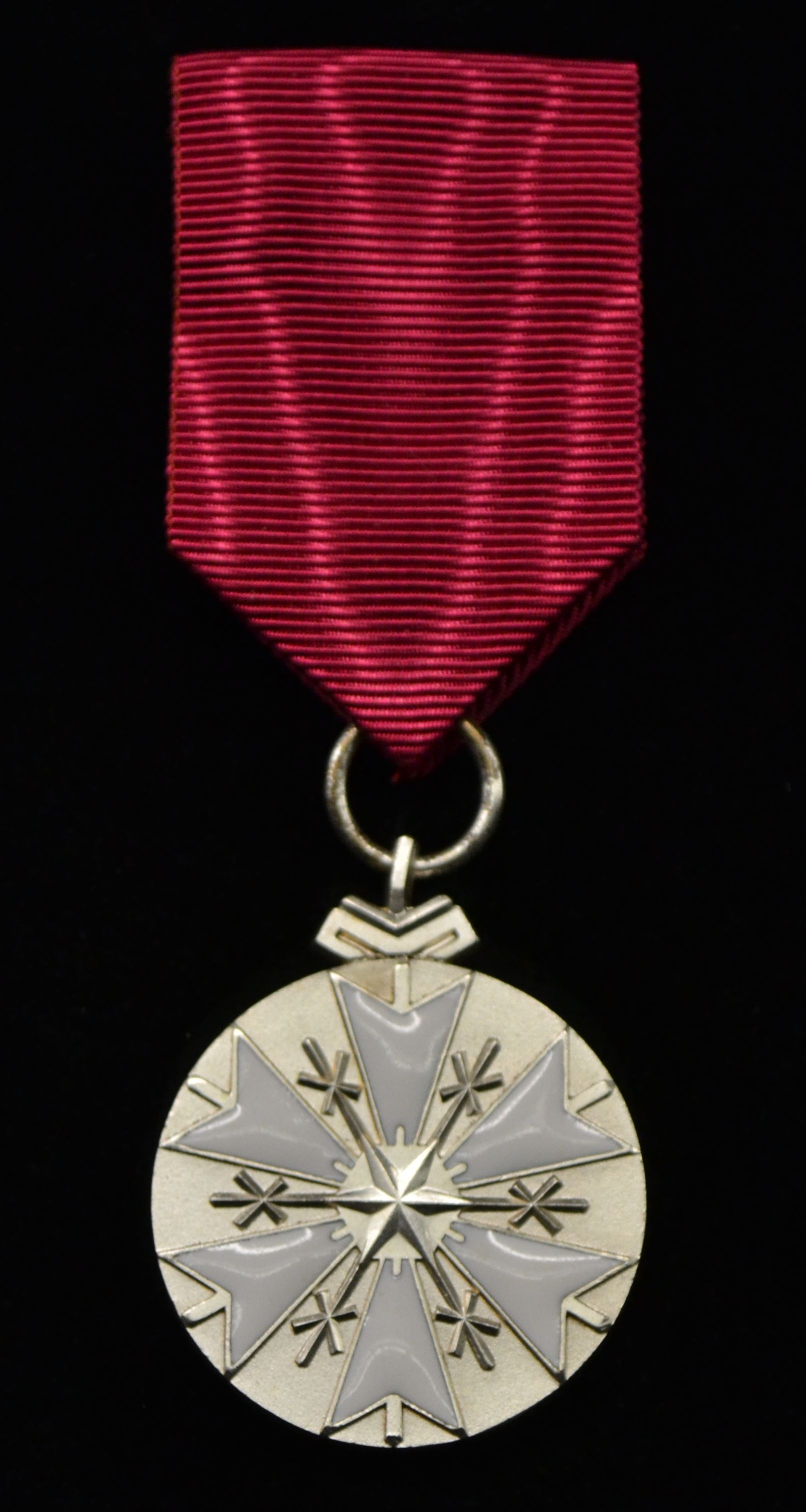
Медаль ордена Белой звезды
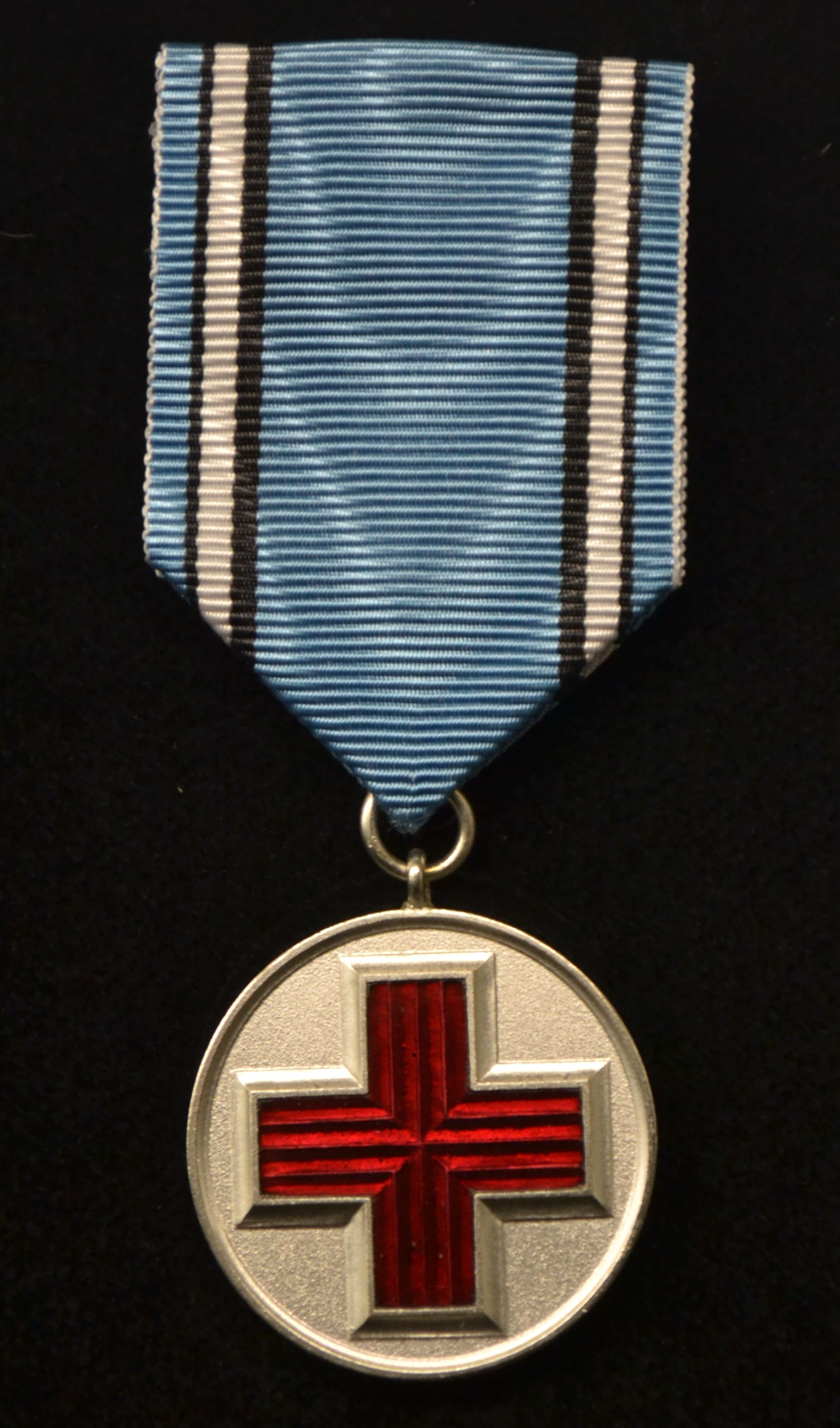
Медаль ордена Эстонского Красного Креста

## Ведомственные награды

### Награды Министерства обороны Эстонии
- Орден Войск обороны (эст. Kaitseväe teenetemärk)
- Крест заслуг Войск обороны (эст. Kaitseväe teeneterist)
- Орден сухопутных войск (эст. Maaväe teenetemärk)
- Военно-морской крест (эст. Mereväe rist)
- Орден «Вера и Воля» (эст. Teenetemärk «Usk ja Tahe»)
- Крест заслуг Военно-воздушных сил (эст. Õhuväe teeneterist)

### НаградыСоюза обороны Эстонии
- Белый крест Союза обороны (эст. Kaitseliidu Valgerist)
- Медаль заслуг Союза обороны (эст. Kaitseliidu teenetemedal)

## Конфессиональные награды
- Орден Епископа Платона Эстонской апостольской православной церкви (эст. Eesti Apostlik-Õigeusu Kiriku Piiskop Platoni orden)

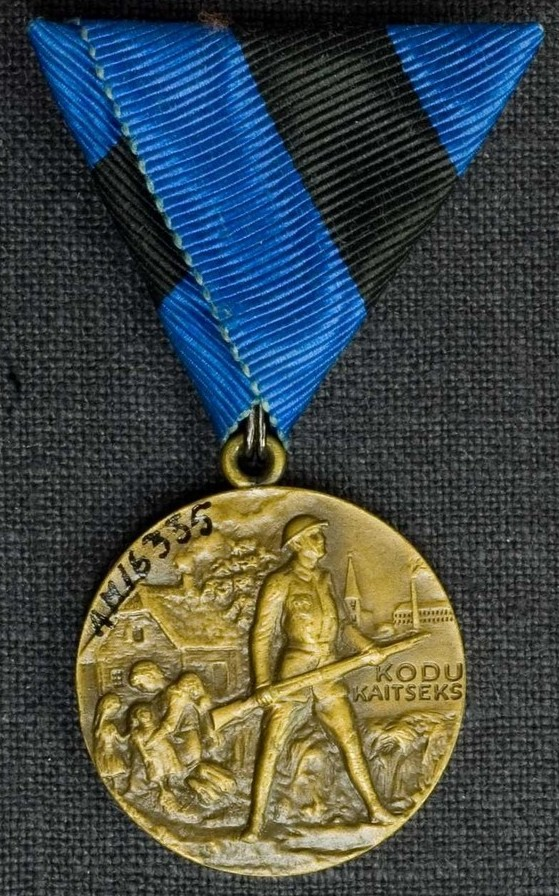
Медаль «В память Освободительной войны»
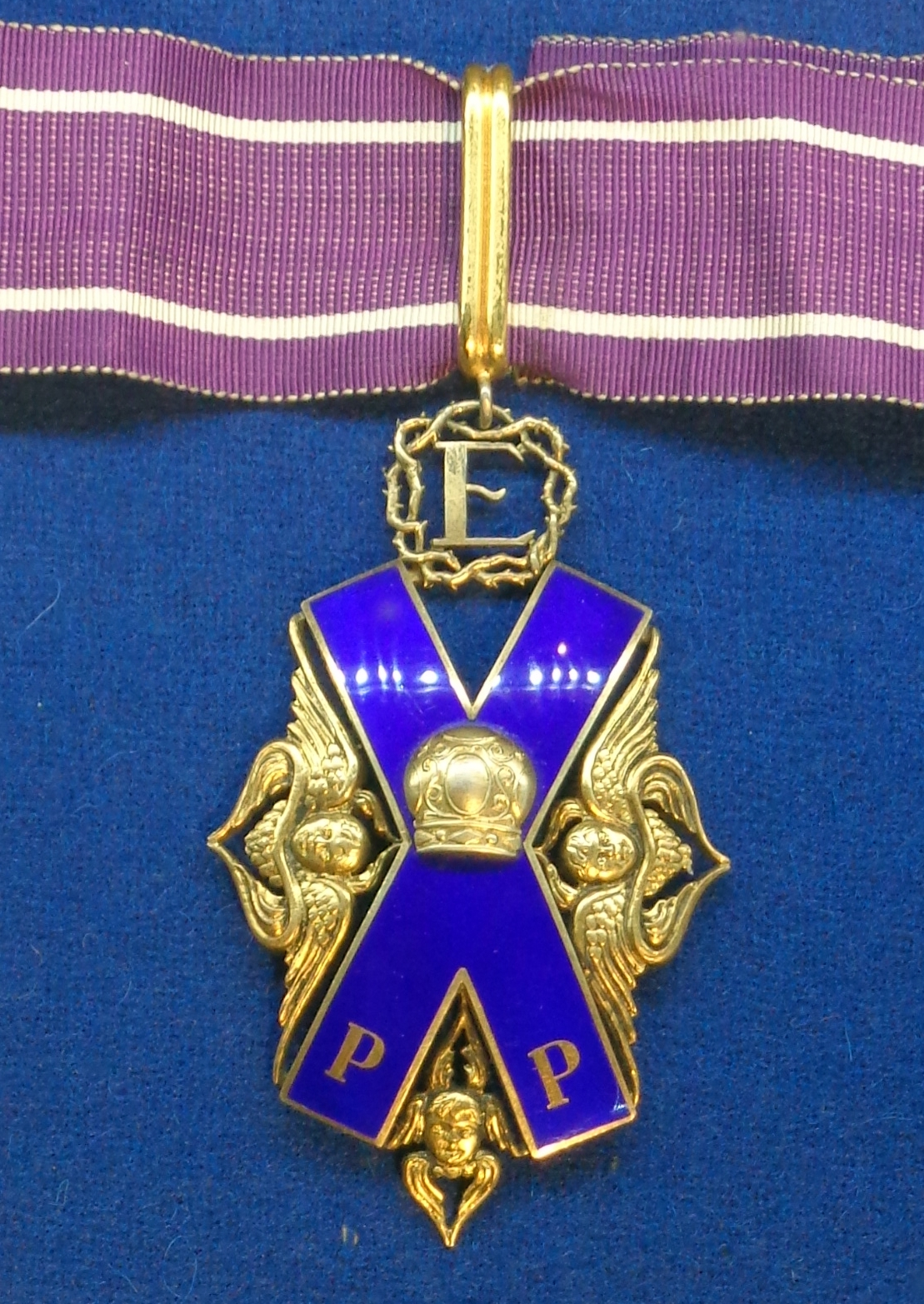
Орден Епископа Платона
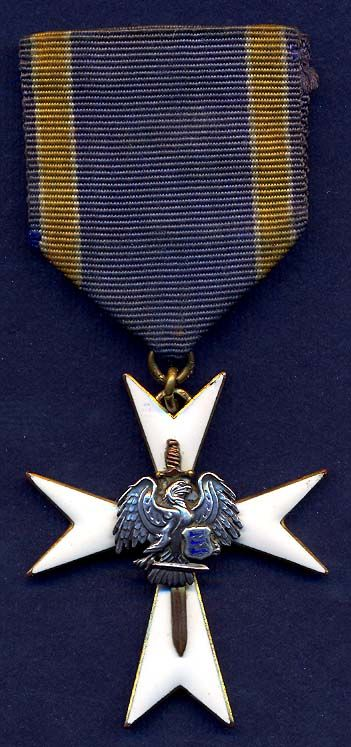
Белый крест Союза Обороны
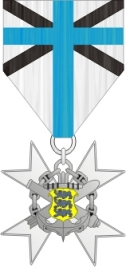
Военно-морской крест
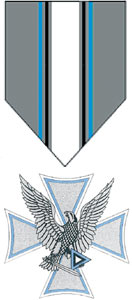
Крест Военно-воздушных сил
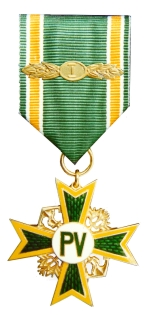
Крест Заслуг Пограничной охраны
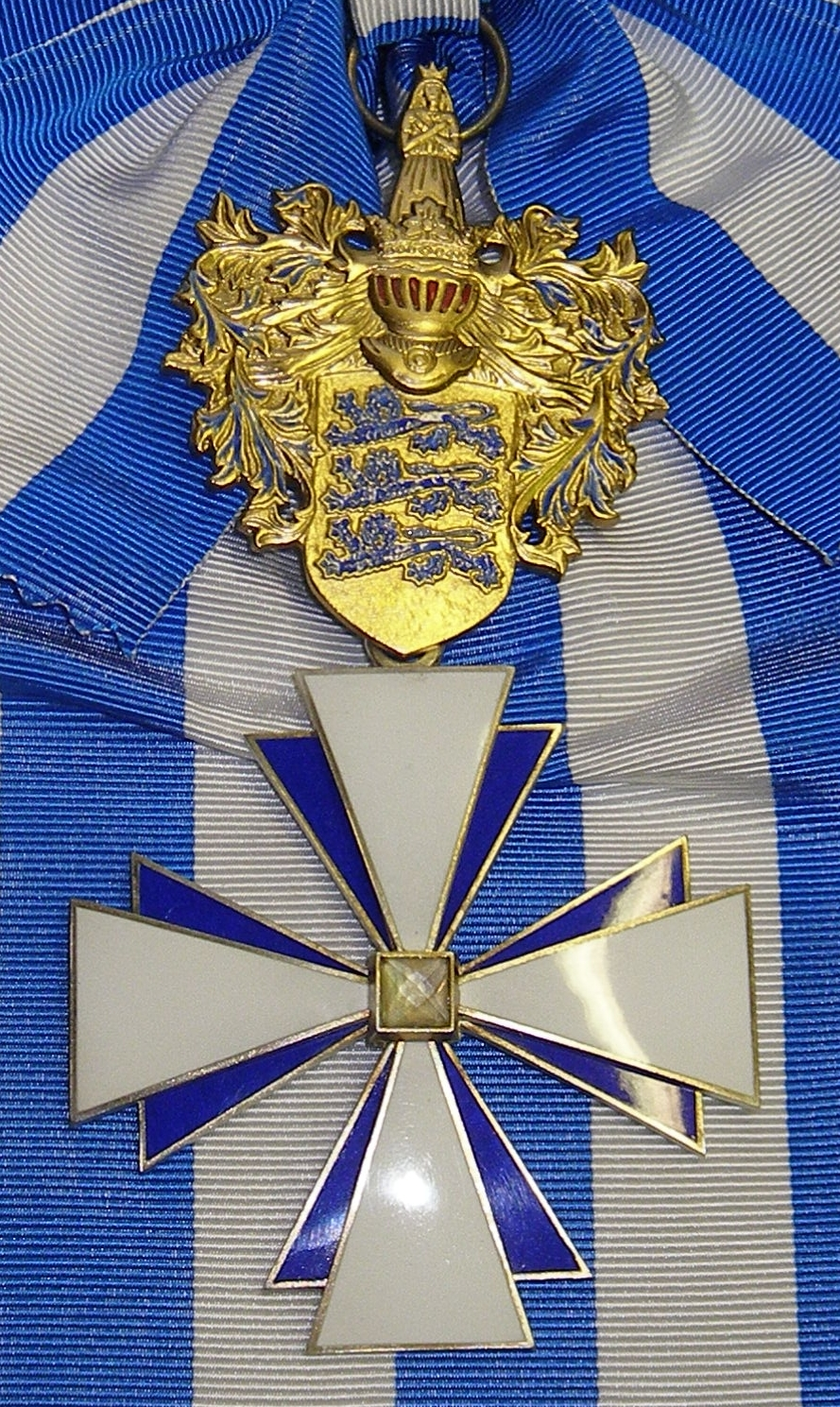
Таллинский гербовый знак